# Kostel Panny Marie Andělské (Náměšť nad Oslavou)
Kostel Panny Marie Andělské je zrušený kostel bývalého kapucínského kláštera při zámku v Náměšti nad Oslavou. Kostel je spolu s budovou manufaktury, vybudované na místě kláštera, chráněn jako kulturní památka České republiky a je součástí městské památkové zóny Náměšť nad Oslavou.

## Historie
Hospic (malý konvent) kapucínů byl založen majitelem náměšťského panství Bedřichem Vilémem Haugwitzem v areálu zámku v roce 1759, stavba pod vedením Bartoloměje Zindtnera trvala do roku 1761. Kostel byl stavěn následně do roku 1766 a další rok byl benedikován. V roce 1768 fungovala kostelní krypta, do které byly uloženy ostatky Bedřicha Viléma Haugwitze a jeho manželky. Chrám byl zcela dokončen, vybaven a vysvěcen v roce 1772.

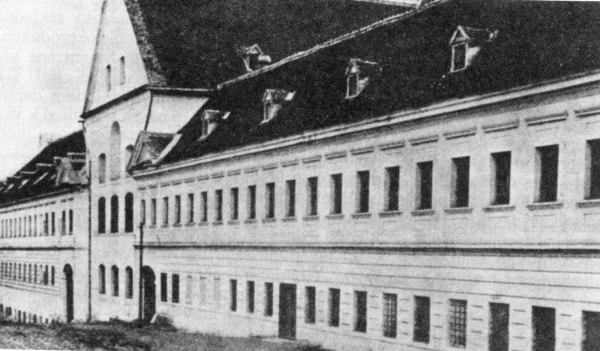
Náměšťský kapucínský klášter s kostelem přestavěný na soukenickou manufakturu

V roce 1784 byl klášter spolu s kostelem zrušen z důvodu osvícenských reforem Josefa II. Roku 1795 byl areál kláštera přestavěn na textilní manufakturu – konvent byl zbořen a nahrazen klasicistními továrními budovami. To proběhlo pod patronací Jindřicha Viléma Haugwitze. Jediným pozůstatkem tehdejšího kláštera je právě zachovaná budova kostela, zabudovaného v komplexu továren. Továrny pak byly zrušeny v roce 1867, kdy došlo k dostavbě dráhy z Brna do Jihlavy a ke snazší dopravě levnějších látek z Brna. Později byly v areálu vybudovány byty a od roku 1960 část bývalé továrny funguje jako výrobna oděvů.
V roce 2021 byly při rekonstrukci kláštera nalezeny v jeho sklepě pozůstatky parního stroje z 19. století, který byl využíván jako pohon pro textilní manufakturu. Roku 2021 byla dokončena dva roky trvající rekonstrukce části bývalého kláštera v areálu zámku. Střední trakt byl v nejhorším stavu, takže přišel na řadu jako první. Během rekonstrukce v něm vzniklo osm bytů. Z původní budovy zůstaly pouze obvodové nosné zdi, ostatní byly zbořeny a nahrazeny novými. Další části klášterního areálu mají být rekonstruovány ve dvou etapách v následujících letech.